# David Engelhardt
David Engelhardt, född 1660-talet, död 1710 i Stockholm, var en svensk kopparstickare, sigillgravör och guldsmed.
Engelhardt gick i guldsmedslära i Stockholm och företog därefter en längre gesällvandring utomlands. Han återvände till Stockholm från Polen 1691 och fick samma år tillstånd från Överståthållarämbetet att bedriva verksamhet med gravering av ur, sigill och pitschaft i Stockholm. Han utförde 1698 ett kopparstick med runalfabetet för Erik Dahlberghs Suecia antiqua et hodierna samt 1705 ett porträtt av Johan Edenius efter P. Körnings förlaga.